# Partido Alianza Ciudadana
El Partido Alianza Ciudadana es un partido político local del estado de Tlaxcala, México, fundado en 2006. Ideológicamente el partido es considerado de centro progresista.

## Historia
El Partido Alianza Ciudadana obtuvo su registro como partido político estatal el 22 de diciembre de 2006.

## Resultados electorales

### Gobernador
|  | 43.98 % |

|  | 2.68 % |

|  | 36.87 % |

### Diputados
|  | 30.55 % |

|  | 4.26 % |

|  | 9.83 % |

|  | 8.67 % |

|  | 3.62 % |

|  | 5.20 % |

### Ayuntamientos
|  | 25.99 % |

|  | 4.71 % |

|  | 8.90 % |

|  | 8.98 % |